# Klass A 1967/68
Die Saison 1967/68 war die 22. Spielzeit der Klass A als höchste sowjetische Eishockeyspielklasse. Den sowjetischen Meistertitel sicherte sich zum insgesamt 14. Mal ZSKA Moskau, während Metallurg Nowokusnezk in die zweite Liga abstieg.

## Modus
Die zwölf Mannschaften der Klass A spielten viermal gegen jeden Gegner, wodurch die Gesamtzahl der Spiele pro Mannschaft 44 betrug. Die punktbeste Mannschaft wurde Meister, während die beiden letztplatzierten in der Relegation gegen die beiden Zweitligisten, die in der Saison den zweiten bzw. dritten Platz belegt hatten, antreten mussten. Für einen Sieg erhielt jede Mannschaft zwei Punkte, bei einem Unentschieden gab es einen Punkt und bei einer Niederlage null Punkte.

## Hauptrunde
|     | Klub                    | Sp | S  | U | N  | T   | GT  | Punkte |
| --- | ----------------------- | -- | -- | - | -- | --- | --- | ------ |
| 1.  | ZSKA Moskau             | 44 | 39 | 4 | 1  | 278 | 90  | 82     |
| 2.  | Spartak Moskau          | 44 | 34 | 1 | 9  | 243 | 113 | 69     |
| 3.  | Dynamo Moskau           | 44 | 28 | 4 | 12 | 182 | 125 | 60     |
| 4.  | Chimik Woskressensk     | 44 | 21 | 5 | 18 | 147 | 126 | 47     |
| 5.  | SKA Leningrad           | 44 | 20 | 6 | 18 | 166 | 149 | 46     |
| 6.  | Lokomotive Moskau       | 44 | 21 | 4 | 19 | 149 | 151 | 46     |
| 7.  | Torpedo Gorki           | 44 | 17 | 4 | 23 | 132 | 160 | 38     |
| 8.  | Krylja Sowetow Moskau   | 44 | 16 | 6 | 22 | 139 | 173 | 38     |
| 9.  | Dynamo Kiew             | 44 | 14 | 3 | 27 | 130 | 180 | 31     |
| 10. | Sibir Nowosibirsk       | 44 | 12 | 5 | 27 | 111 | 197 | 29     |
| 11. | Awtomobilist Swerdlowsk | 44 | 8  | 5 | 31 | 121 | 209 | 21     |
| 12. | Metallurg Nowokusnezk   | 44 | 7  | 7 | 30 | 96  | 221 | 21     |

Sp = Spiele, S = Siege, U = unentschieden, N = Niederlagen, OTS = Overtime-Siege, OTN = Overtime-Niederlage, SOS = Penalty-Siege, SON = Penalty-Niederlage

## Beste Torschützen
| Spieler                  | Mannschaft        | Tore |
| ------------------------ | ----------------- | ---- |
| Wjatscheslaw Starschinow | Spartak Moskau    | 46   |
| Anatoli Firsow           | ZSKA Moskau       | 33   |
| Jewgeni Simin            | Spartak Moskau    | 31   |
| Walentin Kosin           | Lokomotive Moskau | 30   |
| Wladimir Wikulow         | ZSKA Moskau       | 29   |
| Boris Majorow            | Spartak Moskau    | 29   |
| Boris Michailow          | ZSKA Moskau       | 29   |
| Wiktor Polupanow         | ZSKA Moskau       | 28   |
| Jewgeni Mischakow        | ZSKA Moskau       | 26   |
| Wiktor Zyplakow          | Lokomotive Moskau | 25   |

## Relegation
|    | Klub                    | Sp | S | U | N | T  | GT | Punkte |
| -- | ----------------------- | -- | - | - | - | -- | -- | ------ |
| 1. | Awtomobilist Swerdlowsk | 2  | 2 | 0 | 0 | 11 | 3  | 4      |
| 2. | Metallurg Nowokusnezk   | 2  | 1 | 0 | 1 | 8  | 10 | 2      |
| 3. | Diselist Pensa          | 2  | 0 | 0 | 2 | 4  | 10 | 0      |

Sp = Spiele, S = Siege, U = unentschieden, N = Niederlagen, OTS = Overtime-Siege, OTN = Overtime-Niederlage, SOS = Penalty-Siege, SON = Penalty-Niederlage
In der Relegation konnte sich Awtomobilist Swerdlowsk im schließlich entscheidenden letzten Spiel deutlich mit 8:1 gegen seinen Ligarivalen Metallurg Nowokusnezk durchsetzen und den Klassenerhalt sichern. Diselist Pensa blieb in der zweiten Liga. Der andere zur Teilnahme an der Relegation berechtigte Zweitligist, Kristall Elektrostal, verzichtete auf sein Teilnahmerecht und blieb freiwillig in der zweiten Liga.

## Sowjetischer Meister
| Meister ZSKA Moskau | Torhüter: Alexander Paschkow, Wiktor Tolmatschow Verteidiger: Wladimir Breschnew, Wiktor Kuskin, Wladimir Luttschenko, Alexander Ragulin, Igor Romischewski, Oleg Saizew, Juri Schatalow Angreifer: Weniamin Alexandrow, Waleri Charlamow, Anatoli Firsow, Anatoli Ionow, Boris Michailow, Jewgeni Mischakow, Juri Moissejew, Wladimir Petrow, Wiktor Polupanow, Alexander Smolin, Wladimir Wikulow Cheftrainer: Anatoli Tarassow |